# Buková u Příbramě
Buková u Příbramě (německy Bukowa) je obec v okrese Příbram ve Středočeském kraji, asi 8 km severozápadně od Příbrami. Žije zde 458 obyvateli.

## Historie
První písemná zmínka o obcipochází z roku 1336, kdy vesnice patřila k pičínskému statku Bavorů ze Strakonic.
Buková byla i sídlem Adama Muchy z Bukové, který byl roku 1571 jmenován hejtmanem Nového Města pražského.[zdroj⁠?!] Později patřila Bechyňům z Lažan, Boryňům ze Lhoty a od roku 1845 Colloredo-Mansfeldům.

## Obecní správa

### Části obce
- Buková u Příbramě (k. ú. Buková u Příbramě)

Součástí obce jsou také základní sídelní jednotky Buková u Příbramě-chatová oblast a Malá Buková.
Sousedními obcemi sídla jsou Hostomice, Rosovice, Pičín a Kotenčice.

### Územněsprávní začlenění
Dějiny územněsprávního začleňování zahrnují období od roku 1850 do současnosti. V chronologickém přehledu je uvedena územně administrativní příslušnost obce v roce, kdy ke změně došlo:
- 1850 země česká, kraj Praha, politický okres Příbram, soudní okres Dobříš[5]
- 1855 země česká, kraj Praha, soudní okres Dobříš
- 1868 země česká, politický okres Příbram, soudní okres Dobříš
- 1939 země česká, Oberlandrat Tábor, politický okres Příbram, soudní okres Dobříš[6]
- 1942 země česká, Oberlandrat Praha, politický okres Příbram, soudní okres Dobříš[7]
- 1945 země česká, správní okres Příbram, soudní okres Dobříš[8]
- 1949 Pražský kraj, okres Dobříš[9]
- 1960 Středočeský kraj, okres Příbram
- 2003 Středočeský kraj, okres Příbram, obec s rozšířenou působností Příbram

## Společnost

### Rok 1932
V obci Buková (423 obyvatel) byly v roce 1932 evidovány tyto živnosti a obchody: nákladní autodoprava, 2 hostince, 2 kováři, krejčí, pekař, 2 rolníci, 3 obchody se smíšeným zbožím, trafika, obchod se zemskými plodinami.

## Pamětihodnosti
- Jedinou kulturní památkou ve vesnici je barokní zámek postavený po polovině osmnáctého století.[11]
- Uprostřed návsi je kaplička zasvěcená svatému Zikmundovi vystavěná v roce 1888. Mimo ni je v horní části vsi (na cihelně) malá kaplička U Svatého Jana, ve které se konají májové pobožnosti.
- U zdi dvora roste lípa svobody zasazená v roce 1920. Náves zkrášluje rybníček obklopený mohutnými starými lípami.
- Jihovýchodně na rozcestí barokní boží muka.
- V části Malá Buková bylo v dubnu 1945 sídlo partyzánského oddílu. Před domem je umístěn žulový pomník.

## Doprava

### Dopravní síť
Do obce vedou silnice III. třídy. Železniční trať ani stanice či zastávka na území obce nejsou.

### Autobusová doprava 2024
Autobusovou dopravu v obci Buková u Příbramě zajišťuje společnost Arriva Střední Čechy. Obec je součástí Pražské integrované dopravy (PID). V obci se nacházejí zastávky Buková u Příbramě a Buková u Příbramě,Na Vršku. Autobusová linka 392 zajišťuje spojení z Prahy ze Smíchovského nádraží přes Voznici, Dobříš, Rosovice, Bukovou u Příbramě, Pičín, Kotenčice, Suchodol, Občov a končí v Příbrami.

## Turistika
Obcí vede modře značená turistická trasa Komárov – Jince – Buková u Příbramě – Rosovice.